# Saint-Denis-des-Monts

Saint-Denis-des-Monts este o comună în departamentul Eure, Franța. În 1 ianuarie 2022 avea o populație de 208 de locuitori.